# Izquierda de los Pueblos (1989)

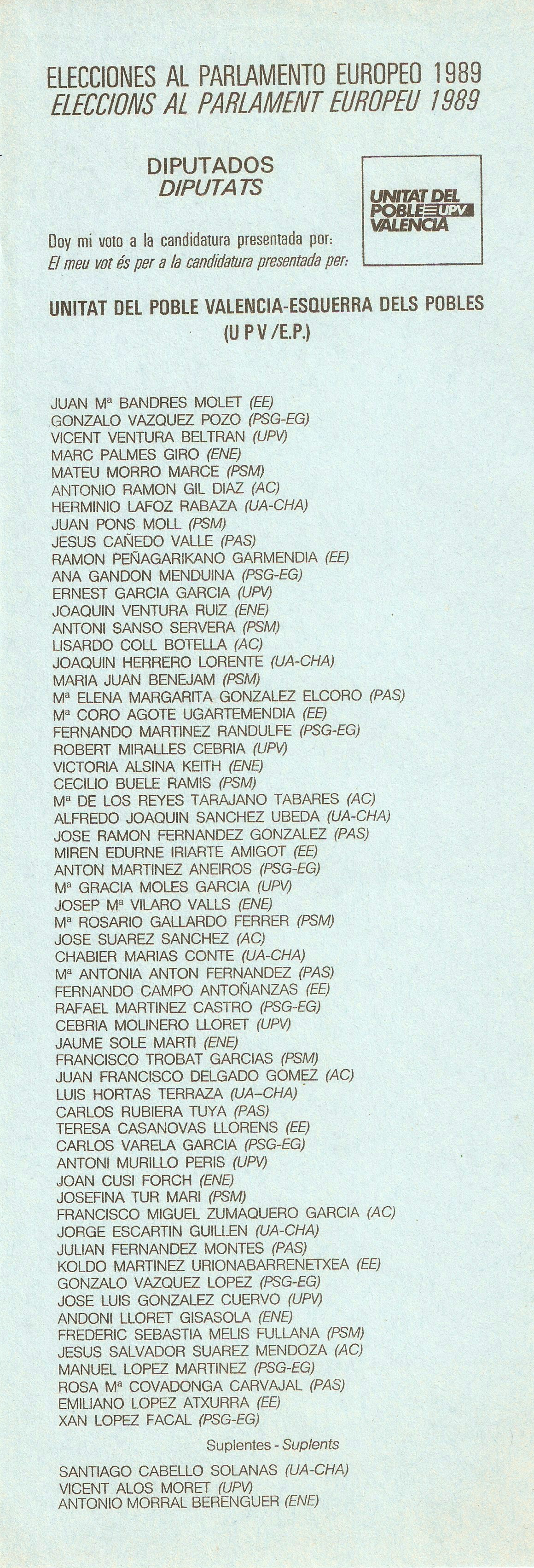
Papeleta de Izquierda de los Pueblos para las elecciones al Parlamento Europeo de 1989. Versión para la Comunidad Valenciana.

Izquierda de los Pueblos (1989) fue el nombre que adoptó una coalición electoral formada en España para presentarse a las elecciones al Parlamento Europeo de 1989. Tenía su precedente en la candidatura homónima que se había presentado a las elecciones de 1987, sin conseguir representación. Sus integrantes eran nueve partidos de ámbito regional y carácter nacionalista periférico y de izquierdas: Euskadiko Ezkerra (EE), Partido Socialista Galego-Esquerda Galega (PSG-EG), Unitat del Poble Valencià (UPV), Entesa dels Nacionalistes d'Esquerra (ENE), Unidad Aragonesa-Chunta Aragonesista (UA-CHA), Partit Socialista de Mallorca-Esquerra Nacionalista (PSM-EN), Partit Socialista de Menorca (PSM), Partíu Asturianista (PAS) y Asamblea Canaria-Izquierda Nacionalista Canaria (AC-INC). La candidatura la encabezaba Juan María Bandrés (EE).
La coalición obtuvo 290.286 votos en toda España (1,83%), siendo la novena fuerza política y obteniendo un eurodiputado de los 60 en juego. La coalición obtuvo sus mejores resultados en Aragón (8.563 votos, 1,7% en la comunidad autónoma), Baleares (9.923 votos, 4,18%), Canarias (16.553 votos, 3,19%), Comunidad Valenciana (43.893 votos, 2,56%), Galicia (12.906 votos, 1,38%), La Rioja (1.469 votos, 1,24%), Comunidad de Madrid (33.172 votos, 1,56%), Navarra (8.550 votos, 3,73%) y País Vasco (94.733 votos, 9,84%), sin pasar del 1% en ninguna otra comunidad autónoma. En general, sus resultados fueron mejores que en las elecciones anteriores salvo en Galicia, donde perdieron la mitad de su porcentaje de voto.
Su único eurodiputado, Juan María Bandrés, se integró en el Grupo de Los Verdes.